# Micaria pulcherrima
Micaria pulcherrima är en spindelart som beskrevs av Lodovico di Caporiacco 1935. Micaria pulcherrima ingår i släktet Micaria och familjen plattbuksspindlar. Utöver nominatformen finns också underarten M. p. flava.